# Aéroport de Riberalta
L'aéroport de Riberalta (code IATA : RIB • code OACI : SLRI) est un aéroport situé dans la ville de Riberalta en Bolivie.

## Situation
| \| 20 km1:4 514 000 \| Camiri Chimoré Cobija Cochabamba El Trompillo Guayaramerín La Paz Oruro Potosí Puerto · Suárez Riberalta Rurrenabaque San Borja Santa Ana · del Yacuma Sucre Tarija Trinidad Uyuni Santa Cruz Yacuiba |
| 20 km1:4 514 000 |

## Compagnies et destinations
| Compagnies | Destinations                  |
| ---------- | ----------------------------- |
| EcoJet     | Viru Viru, Trinidad (Bolivie) |

Edité le 7/12/2023